# Teso (district)
Teso is een Keniaans district. Het district telt 181.491 inwoners (1999) en heeft een bevolkingsdichtheid van 325 inw/km². Ongeveer 5,3% van de bevolking leeft onder de armoedegrens en ongeveer 48,0% van de huishoudens heeft beschikking over elektriciteit.